# Barrage des Chaumettes
Le barrage des Chaumettes est situé en France, entre les communes de Roche-le-Peyroux et Saint-Victour, en Corrèze, dans le Massif central.

## Géographie
Établi entre les communes de Roche-le-Peyroux (rive droite) et Saint-Victour (rive gauche) dans le nord-est du département de la Corrèze, le barrage des Chaumettes retient les eaux de la Diège, un affluent de la Dordogne. Son lac de retenue, long de cinq kilomètres et d'un volume de 7,5 millions de m3, reçoit également les eaux de la Gane. Cinq autres communes bordent le lac : Saint-Exupéry-les-Roches en rive gauche, ainsi que Mestes, Chirac-Bellevue, Saint-Étienne-la-Geneste et Sainte-Marie-Lapanouze en rive droite.

## Histoire et caractéristiques techniques
Construit de 1925 à 1927, l'ouvrage est un barrage poids d'une hauteur de 40 mètres, long de 90 mètres pour une largeur comprise entre 4 mètres au sommet et 27 mètres à la base. Il sert à la production d'hydroélectricité. Alimentée par une conduite forcée, la centrale de Val Beneyte se trouve en rive droite de la Dordogne, à hauteur du lac de retenue du barrage de Marèges, un kilomètre en aval du site de Saint-Nazaire.

## Galerie de photos

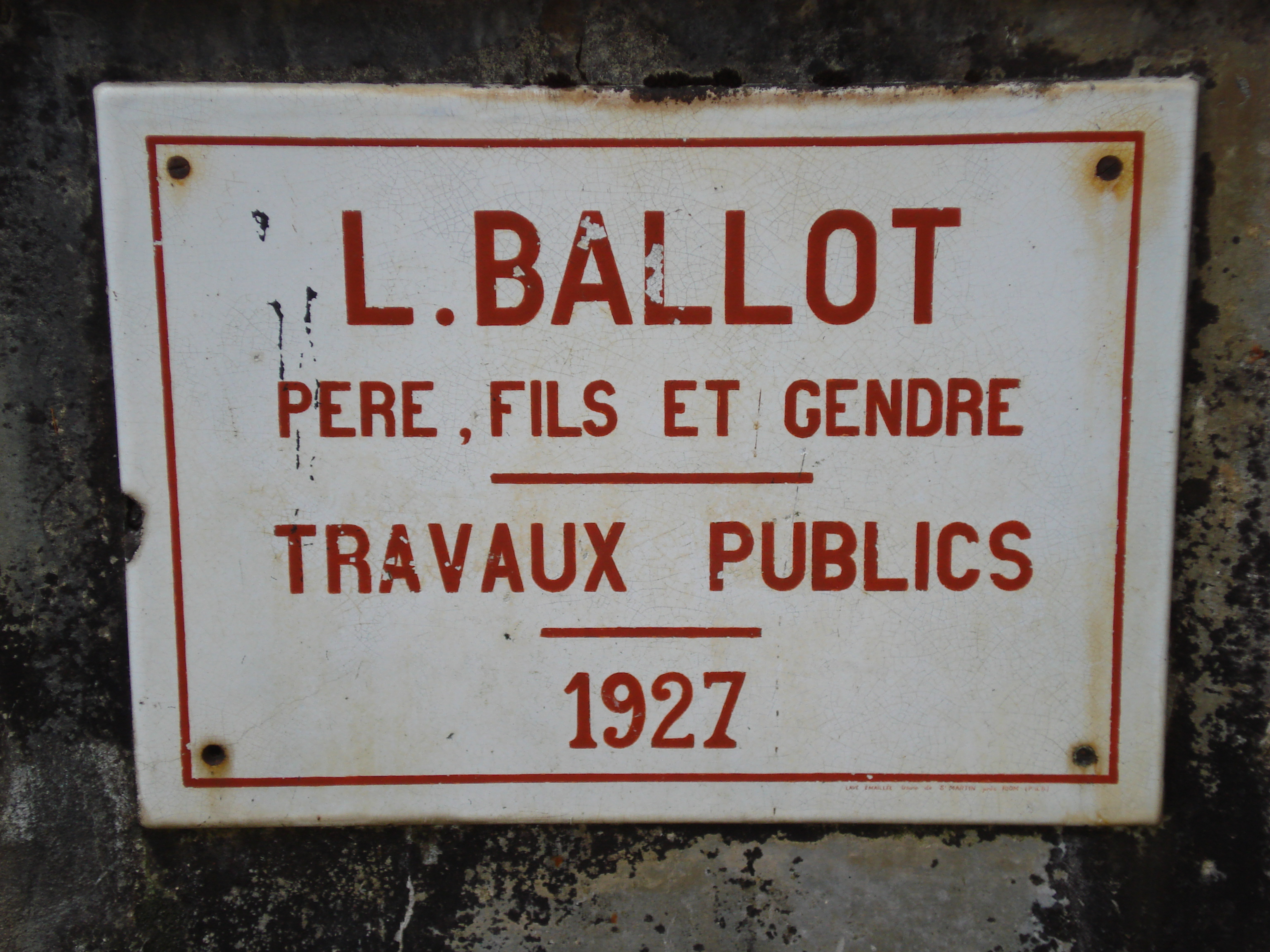
La plaque de fin de travaux.
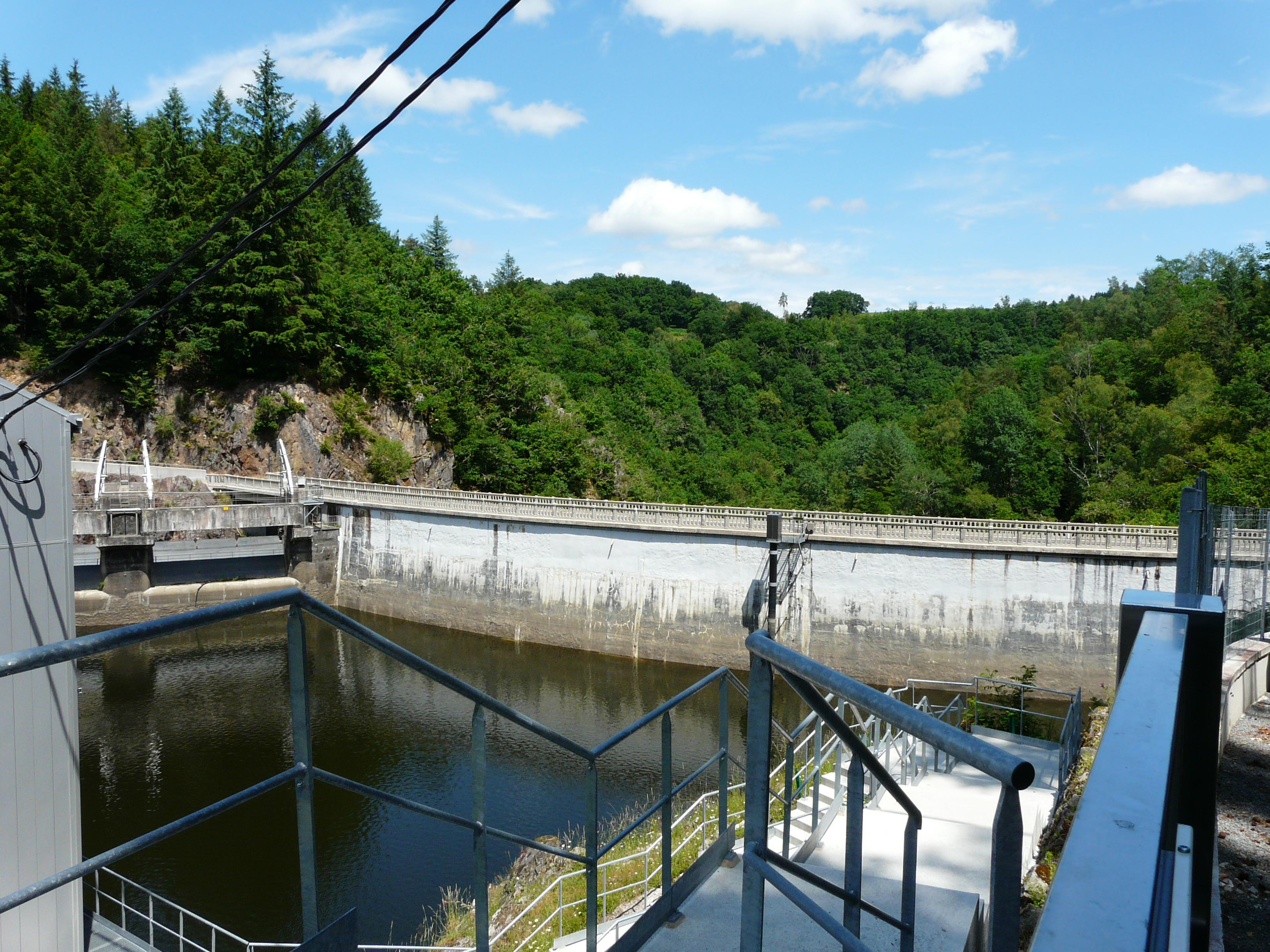
Le barrage vu de l'amont.
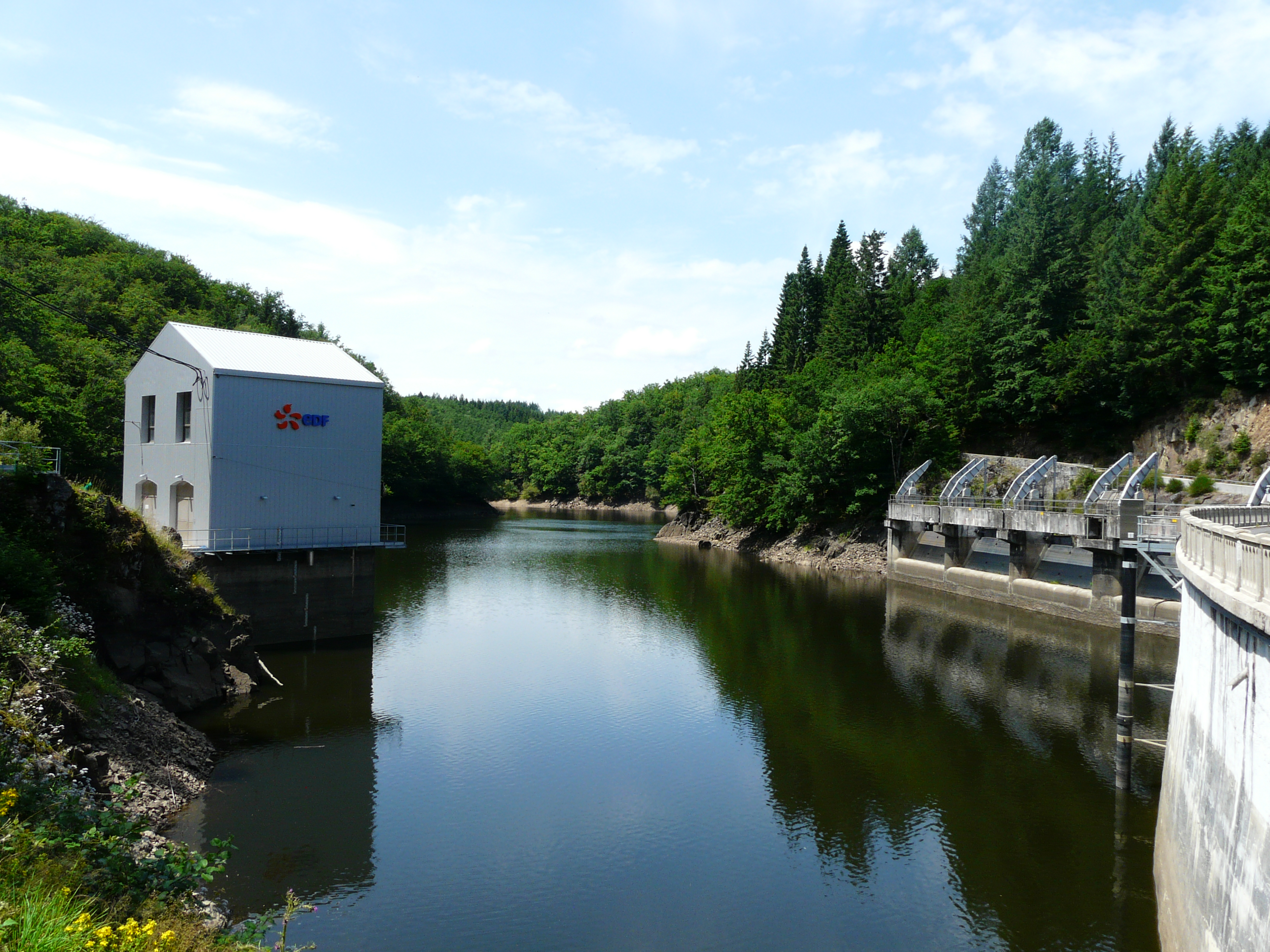
La Diège en amont du barrage.
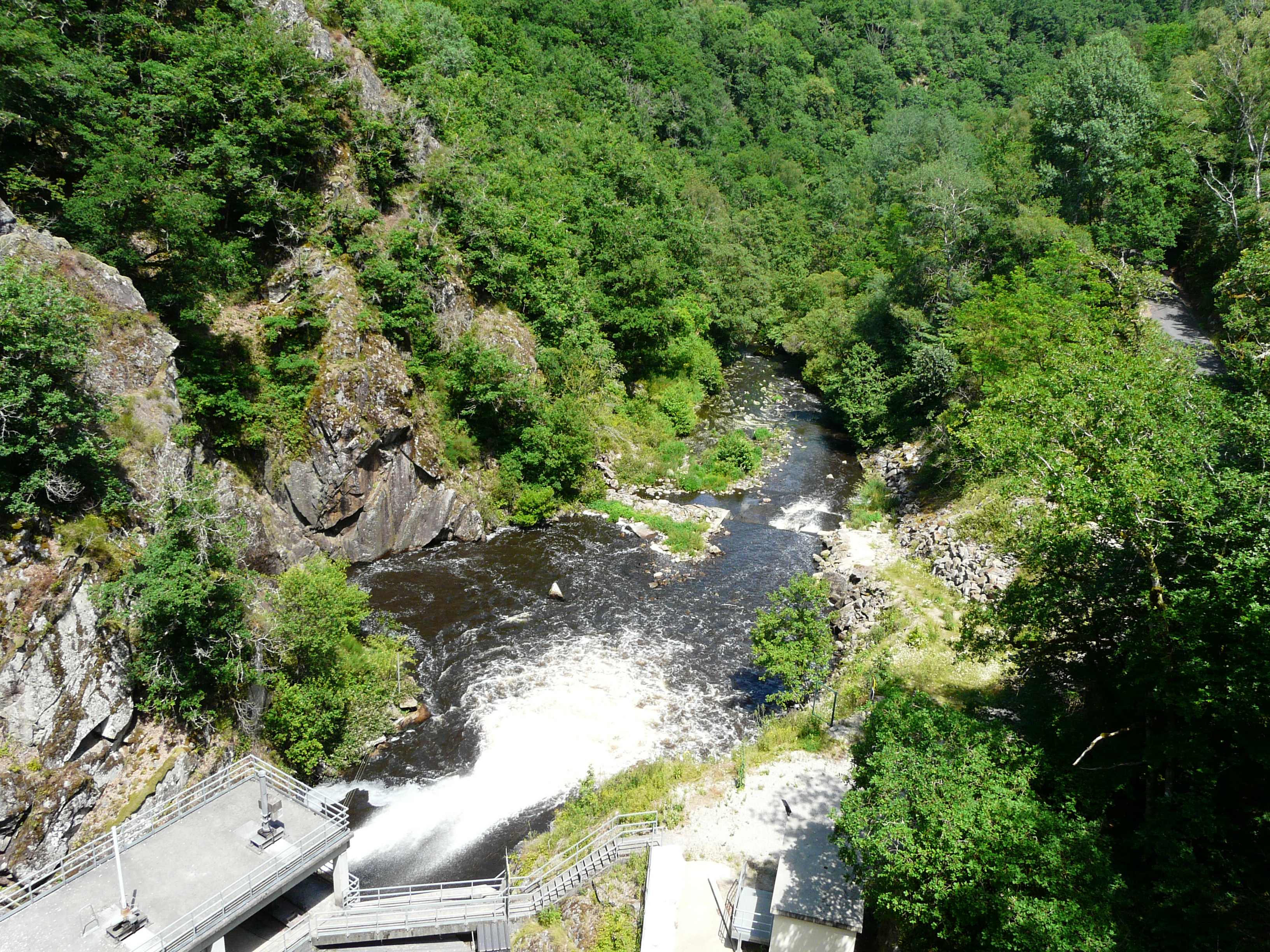
La Diège en aval du barrage.